# مرلین (مجموعه تلویزیونی)
مرلین (به انگلیسی: Merlin) نام مجموعهٔ تلویزیونی بریتانیایی در ژانر فانتزی و ماجراجویی است. پخش این مجموعه از بی‌بی‌سی در تاریخ ۲۰ سپتامبر ۲۰۰۸ آغاز شد و تا سال ۲۰۱۲ ادامه پیدا کرد. این مجموعه بر اساس افسانه‌های مرلین و رابطه او با شاه آرتور است؛ امّا متفاوت‌تر از نسخه‌های سنتی از افسانه‌های هم‌عصر است. بعدها شبکهٔ پی‌ام‌سی حق پخش این برنامه را خریداری کرد. این مجموعه تلویزیونی در اواخر سال ۲۰۱۲ خاتمه یافت و تاکنون فصل جدیدی از آن ساخته نشده‌است.
این سریال دارای ۵ فصل ۱۳ قسمتی‌است. بعد از سال ۲۰۱۲ فیلم‌هایی در رابطه با داستان مرلین ساخته شد که بازیگران این فیلم، در آن حضور چشمگیری نداشتند. مرلین نامزد چندین جایزه شد و در سال ۲۰۱۱ جایزه تلویزیون آکادمی بریتانیا را برای «بهترین جلوه‌های بصری» دریافت کرد. حق‌ پخش این سریال به بیش از ۱۸۰ کشور فروخته شده‌است.

## داستان
در این فیلم مرلین، که پسری جوان است برای کنترل و پرورش "استعداد‌های ویژه‌اش" به سفارش مادرش که ترتیب اقامت او را پیش درمانگر سالخورده دربار گایوس‌ را می‌دهد، به کاملوت می‌رود. او متوجه می‌شود که پادشاه کاملوت، اوتر پندراگون، بیست سال قبل در رویدادی به نام «پاکسازی بزرگ» جادو را غیرقانونی اعلام کرده و آخرین اژدهای زنده مانده، کیلگارا را در غاری در زیر قلعه زندانی کرده است. وقتی مرلین اولین‌بار با آرتور را ملاقات می‌کند، او را یک قلدر مغرور تصور می‌کند و آرتور نیز کمتر تحت‌تأثیر مرلین قرار می‌گیرد؛ اما پس از نجات جانش توسط مرلین، او به عنوان خدمتکار شخصیش منصوب می‌شود. مرلین به زودی متوجه می‌شود که دلیل این هدیه‌الهی او (استعداد جادوگری مادرزادی) محافظت از آرتور است؛ اما مرلین باید قدرت های خود را پنهان کند زیرا جادو توسط پدر آرتور، پادشاه اوتر پندراگون، در کاملوت ممنوع شده است و کسانی که در حال اجرای آن دستگیر می‌شوند، اعدام می‌شوند.
مرلین پس از شنیدن صدایی مرموز از درون سر خود، به سمت غار زیر انبار قلعه کشانده می‌شود و متوجه می‌شود که صدای یک اژدها را می شنود. اژدهای بزرگ به مرلین می‌گوید که او سرنوشت مهمی دارد: محافظت از تنها پسر اوتر، شاهزاده آرتور که جادو را دوباره به کاملوت باز می‌گرداند و سرزمین آلبیون را متحد می‌کند...
در طول سال‌ها و پس از چندین ماجراجویی با هم، مرلین و آرتور به دوستان و همراهان قابل اعتماد یکدیگر تبدیل می‌شوند و مرلین تمام تلاش خود را می‌کند تا با تأثیر‌گزاری بر آرتور او را به پادشاهی که قرار است باشد تبدیل کند. این دو ماجراهای زیادی را تجربه می‌کنند که در طی آن احترام و اعتمادشان به یکدیگر جلب می‌شود؛ اما زمانی که اقدامات اوتر در نهایت باعث می‌شود که دختر‌خوانده‌اش، مورگانا که او نیز در نهان قدرت جادوگری دارد، علیه کاملوت و سلطنتش بشود و اهدافی شیطانی را دنبال کند، مرلین و آرتور باید با دوستان قدیمی و جدید خود متحد شوند تا از سرزمین‌شان محافظت کنند و سرنوشت خود را رقم بزنند. بعدها اوتر می‌میرد و آرتور به پادشاهی می‌رسد؛ در‌حالی که مورگانا خود را وارث کاملوت می‌داند و برای تصاحب آن با هم‌دستانش تلاش می‌کند. مورگانا و دشمنان کاملوت در نهایت شکست می‌خورند، ولی آرتور نیز به دلیل جراحت می‌میرد. همسر آرتور گنیور به عنوان ملکه بر تخت می‌نشیند و مرلین هدف تحقق یافته خود و آرتور (متحد‌کردن آلبیون) را نظاره می‌کند.

## بازیگران

### بازیگران اصلی:
- کالین مورگان در نقش مرلین
- برادلی جیمز در نقش آرتور
- آنجل کولبی در نقش گُنیور (گوئن)
- کتی مک‌گراث در نقش مورگانا
- آنتونی هد در نقش اوتِر
- ریچارد ویلسون در نقش گایوس
- جان هارت در نقش صدای اژدها

### سایر بازیگران:
- ناتانیل پارکر در نقش آگراواین
- امیلیا فاکس در نقش مورگائوس
- ایئوین مک‌کین در نقش سر گووین
- روپرت یانگ در نقش سر لئون
- تام هاپر در نقش سر پِرسیوال
- سانتیاگو کاباررا در نقش سر لانسلات
- ایسا باترفیلد در نقش کودکی موردرِد
- الکساندر ولاهوس در نقش بزرگسالی موردرِد
- جانت مونت‌گومری در نقش میتیان
- میشله رایان در نقش نموئر
- جورجیا مافت در نقش ویویان
- میراندا ریسون در نقش ایزالده
- هالیدی گرینجر در نقش سوفیا
- لارا دانلی در نقش فرِیا

## ساخت و پخش

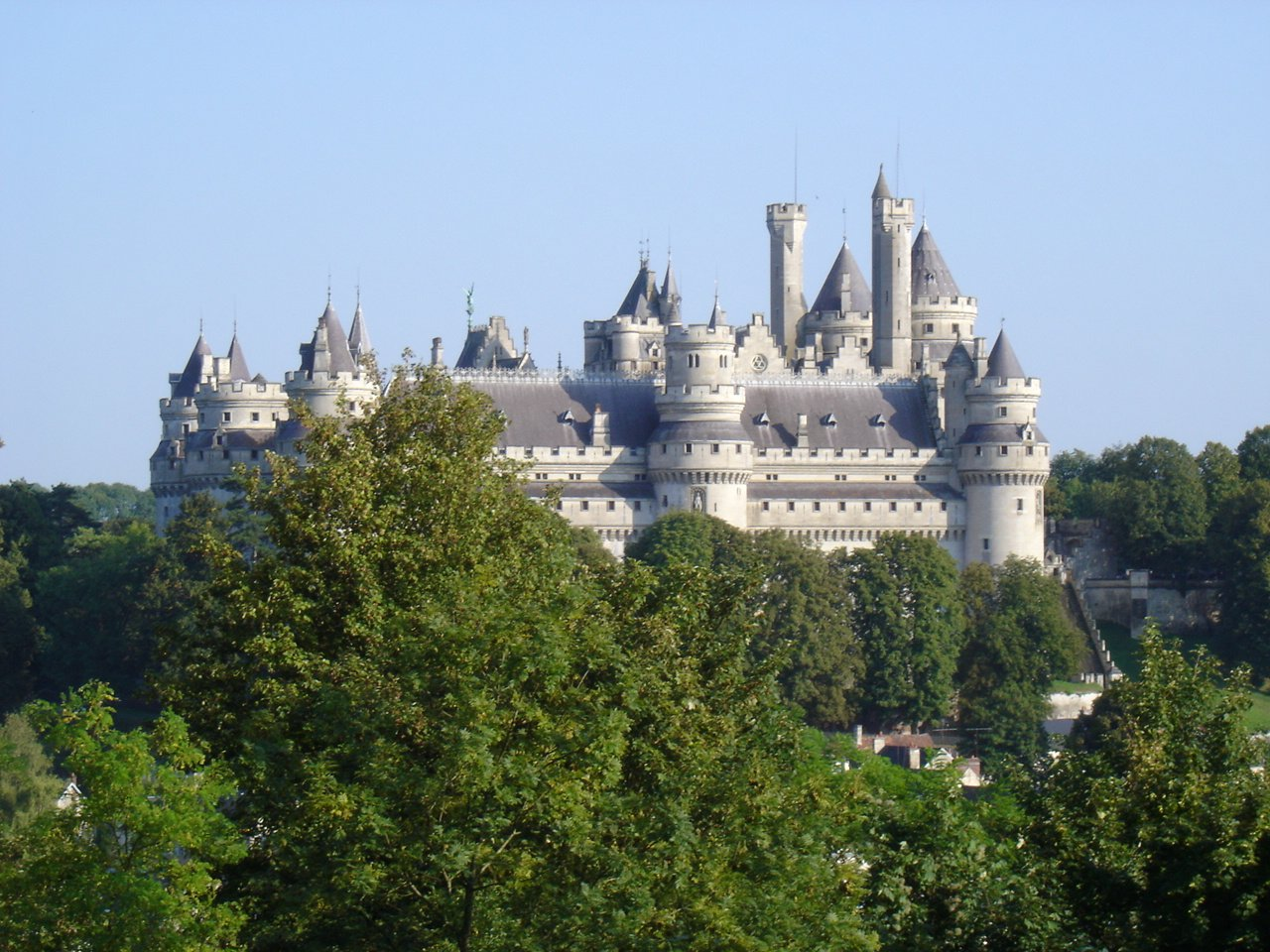
شاتو د پیرفوند در شمال فرانسه برای فیلم‌برداری صحنه‌های کاملوت استفاده می‌شد.

این برنامه توسط جولیان مورفی و جانی کپس طراحی شد. بی‌بی‌سی مدتی بود که مشتاق نمایش درامی بر اساس شخصیت «مرلین» بود. یک سال پیش از شروع این سریال درخشان، نویسنده و تهیه‌کننده کریس چیبنال روی پروژه‌ای را با هدف یک برنامه یکشنبه‌شب بی‌بی‌سی کار می‌کرد؛ اما در نهایت این پروژه سفارشی نشد.
این سریال در مارس ۲۰۰۸ با فیلم‌برداری در ولز و فرانسه (در شاتو د پیرفوند) تولید شد. از دو مکان کاخ نیز استفاده شد: تالار بارون و برج باغ در محل پنشورست و غارهای چیسلهورست برای فصل اول.
راسل تی دیویس، نویسنده اصلی دکتر هو، تأثیر مهمی بر لحن و سبک مرلین داشته است. جلوه های ویژه CGI برای این مجموعه توسط The Mill ارائه شد. زبان انگلیسی قدیم برای وردها توسط محقق دانشگاه تاریخ قرون وسطایی مارک فاکنر و بعداً توسط تیم ویرایش فیلم‌نامه نوشته شد.
مرلین در ۲۰ سپتامبر ۲۰۰۸ شروع به پخش فصل اول ۱۳ قسمتی‌اش در بریتانیا کرد. یک تریلر از قبل برای تلویزیون، سینما و آنلاین آماده شده بود. شبکه آمریکایی ان‌بی‌سی پخش مرلین را در ۲۱ ژوئن ۲۰۰۹ آغاز کرد. اما پس از کاهش بینندگان، به شبکه کابلی Syfy منتقل شد، جایی که پخش فصل ۲ را در ۲ آوریل ۲۰۱۰ در آن آغاز شد. در ۱۹ سپتامبر ۲۰۰۹، پخش فصل دوم سریال از شبکه بی‌بی‌سی وان آغاز شد. در ۵ سپتامبر ۲۰۱۰، BFI Southbank در لندن پیش‌نمایش قسمت‌های ۱ و ۲ از فصل ۳ را برای برنامه سپتامبر خود انجام داد.
فصل چهارم در ایالات متحده از کانال Syfy در اوایل سال ۲۰۱۲ پخش شد. فیلم‌برداری فصل پنجم در مارس ۲۰۱۲، در پیرفوندز فرانسه و نزدیک کاردیف ولز آغاز شد. ۱۲ قسمت در دست سفارش بود. پخش فصل ۵ مجموعه در ۶ اکتبر ۲۰۱۲ آغاز شد.
در ۲۶ نوامبر ۲۰۱۲، اعلام شد که فصل ۵ مرلین پایان مجموعه خواهد بود که با پخش دو قسمت خاص، سریال را در کریسمس به پایان می‌رساند.

## قسمت‌ها
| فصل | قسمت‌ها | قسمت‌ها | تاریخ اصلی روی آنتن رفتن | تاریخ اصلی روی آنتن رفتن | میانگین بیننده در بریتانیا(میلیون) |
| فصل | قسمت‌ها | قسمت‌ها | اولین بار                | آخرین بار                | میانگین بیننده در بریتانیا(میلیون) |
| --- | ------ | ------ | ------------------------ | ------------------------ | ---------------------------------- |
| ۱   | ۱۳     | ۱۳     | ۲۰ سپتامبر ۲۰۰۸          | ۱۳ دسامبر ۲۰۰۸           | ۶.۳۲                               |
| ۲   | ۱۳     | ۱۳     | ۱۹ سپتامبر ۲۰۰۹          | ۱۹ دسامبر ۲۰۰۹           | ۵.۹۹                               |
| ۳   | ۱۳     | ۱۳     | ۱۱ سپتامبر ۲۰۱۰          | ۴ دسامبر ۲۰۱۰            | ۶.۷۸                               |
| ۴   | ۱۳     | ۱۳     | ۱ اکتبر ۲۰۱۱             | ۲۴ دسامبر ۲۰۱۱           | ۷.۱۷                               |
| ۵   | ۱۳     | ۱۳     | ۶ اکتبر ۲۰۱۲             | ۲۴ دسامبر ۲۰۱۲           | ۷.۱۳                               |

## جوایز
این سریال در سال ۲۰۱۱، برنده جایزه «بهترین جلوه های بصری» جوایز فیلم آکادمی بریتانیا شد. همچنین در سال ۲۰۱۳، جایزه «محبوب‌ترین بازیگر مرد درام» و «بهترین بازیگر مرد» برای کالین مورگان را از جوایز تلویزیون ملی و جوایز SFX برد.
سریال مرلین در طول ۶ سال، نامزد ۲۶ جایزه از جشنواره‌های مختلف شد. لیست کامل نامزدی‌ها:
- ۲۰۰۹: انجمن بین المللی منتقدان موسیقی فیلم (IFMCA) - بهترین موسیقی متن اصلی برای یک سریال تلویزیونی
- ۲۰۰۹: جوایز فیلم آکادمی بریتانیا – بهترین فیلم تعاملی
- ۲۰۰۹: جشنواره تلویزیونی مونت کارلو - بازیگر برجسته - سریال درام: کالین مورگان
- ۲۰۰۹: جشنواره تلویزیونی مونت کارلو - بازیگر زن برجسته - سریال درام: کتی مک‌گراث
- ۲۰۰۹: هفتمین جوایز انجمن جلوه‌های بصری - نقاشی‌های مات برجسته در یک برنامه یا تبلیغات: برای نشان نیموه. (در فصل ۱)
- ۲۰۰۹: جوایز سریع تلویزیون - برنده جایزه بهترین درام جدید.
- ۲۰۱۰: جوایز سریع تلویزیون - بهترین درام خانوادگی
- ۲۰۱۰: جوایز فیلم آکادمی بریتانیا – بهترین جلوه‌های بصری
- ۲۰۱۰: جوایز فیلم آکادمی بریتانیا – بهترین طراحی
- ۲۰۱۰: جوایز فیلم آکادمی بریتانیا – بهترین کارگردان فیلم درام
- ۲۰۱۰: جشنواره تلویزیونی مونت کارلو - بازیگر زن برجسته سریال درام: آنجل کولبی
- ۲۰۱۰: جشنواره تلویزیونی مونت کارلو - بازیگر برجسته سریال درام: کالین مورگان
- ۲۰۱۰: جشنواره تلویزیونی مونت کارلو - بازیگر برجسته سریال درام: برادلی جیمز
- ۲۰۱۱: جشنواره تلویزیونی مونت کارلو - بازیگر برجسته سریال درام: کالین مورگان
- ۲۰۱۱: جشنواره تلویزیونی مونت کارلو - بازیگر زن برجسته سریال درام: کتی مک‌گراث
- ۲۰۱۱: جوایز سریع تلویزیون - بهترین بازیگر مرد: کالین مورگان
- ۲۰۱۱: جوایز سریع تلویزیون - بهترین درام خانوادگی
- ۲۰۱۲: جوایز تلویزیون ملی – محبوب ترین سریال درام
- ۲۰۱۲: جوایز Royal TV Society – بهترین صدای درام
- ۲۰۱۲: جوایز TRIC – بهترین برنامه درام تلویزیونی سال
- ۲۰۱۲: جوایز سریع تلویزیون - بهترین بازیگر مرد: کالین مورگان
- ۲۰۱۲: جوایز سریع تلویزیون - بهترین درام خانوادگی
- ۲۰۱۳: جوایز SFX - بهترین بازیگر زن: کیتی مک‌گراث
- ۲۰۱۳: آکادمی فیلم های علمی تخیلی، فانتزی و ترسناک - بهترین سریال تلویزیونی جوان محور
- ۲۰۱۳: جوایز تلویزیون ملی – محبوب ترین درام
- ۲۰۱۵: آکادمی فیلم های علمی تخیلی، فانتزی و ترسناک – بهترین پخش تلویزیونی بلوری DVD برای انتشار کامل سریال.

## دیگر نمایش‌ها

### نمایشگاه مرلین: برج اژدها
یک جاذبه‌گردشگری درباره مرلین در قلعه واریک با نام مرلین: برج اژدها ایجاد شد که شامل یک راهرو، طرح‌ریزی از کیلگارا (اژدهای بزرگ)، یک مدل مومی از مرلین سریال تلویزیونی بی‌بی‌سی، با بیش از ۳۰۰ پوستر کاتالوگی از عکس‌های مرجع کالین مورگان بود. مورگان با دیدن مجسمه مومی خود گفت: «فکر نمی‌کردم وقتی در کودکی از [موزه مجسمه‌های] مادام توسو دیدن کردم، افتخار این را داشته باشم که همان تیم فوق‌العاده مجسمه مومی از خودم بسازد. واقعاً شگفت‌انگیز است و من نمی‌توانم به اندازه کافی زحمات آنها را در خلق چنین شبیه‌سازی درخشانی ستایش کنم.»

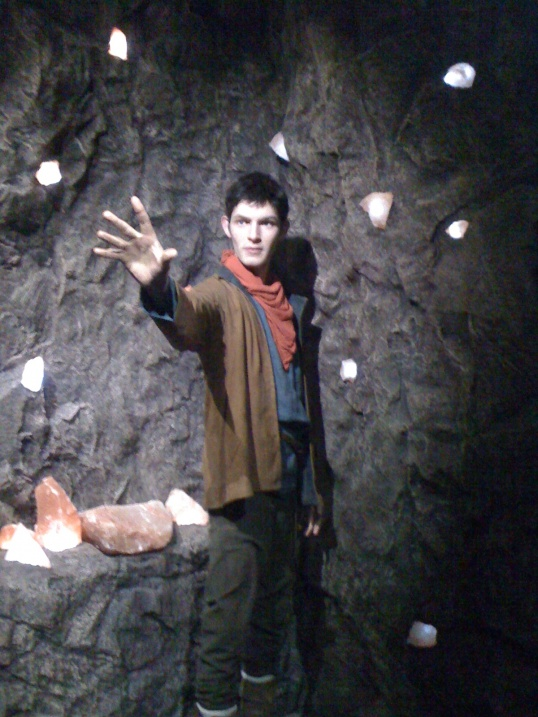
مجسمه مومی مرلین در قلعه واریک

مجسمه مومی مرلین ۱۵۰ هزار پوند هزینه داشت و کل جاذبه قلعه بخشی از سرمایه‌گذاری ۳ میلیون پوندی توسط گروه سرمایه‌گزاری برای تبلیغ فیلم بود. این جاذبه در سال ۲۰۱۴ بسته شد و اکنون محل آن، جاذبه برج زمان است.

### بازی‌ها
پس از پخش این مجموعه، بی‌بی‌سی دو بازی ویدیویی کوچک با مضمون مرلین را در وب‌سایتش منتشر کرد؛ یک بازی دفاعی برج به نام «دفاع از کاملوت» و یک بازی پازل ماجراجویی به نام «جستجو برای مورگائوس».
در سال ۲۰۱۲، یک بازی ویدئویی اقتباسی به نام «Merlin: The Game»  هم توسط «real-time cooperative» معرفی و در فیس‌بوک راه‌اندازی شد که از آن زمان آفلاین است.